# كلوتير الأول

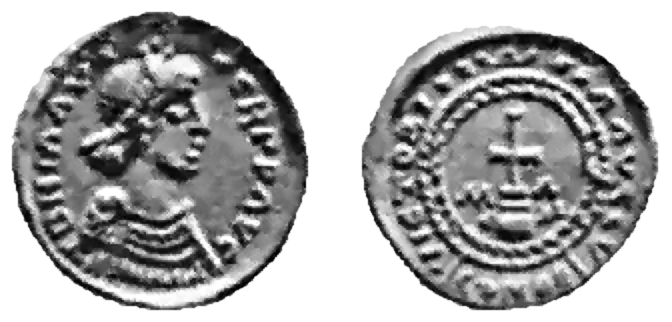
عملات من عصر كلوتير الأول

لقد كان كلوتير الأول' (تقريبًا من 497 إلى 29 نوفمبر 561)، الذي كان يلقب بالعجوز ' (الشيخ) وملك الفرنجة، واحدًا من أبناء كلوفيس الأربعة المنتمين إلى الأسرة الميروفنجية (Merovingian). ولد تقريبًا عام 497، في سواسون (الآن في أيسن وهو إقليم، في بيكارديا، فرنسا).

## حياته
عند وفاة أبيه عام 511، حصل على بلدة سواسون باعتبارها نصيبه من المملكة، والتي اتخذ منها عاصمة لمدن لان ونوايون وكامبراي وماسترختوالجزء السفلي من مجرى نهر الميز. ولكنه كان مفعمًا بالطموح وسعى لتوسيع نطاق نفوذه.

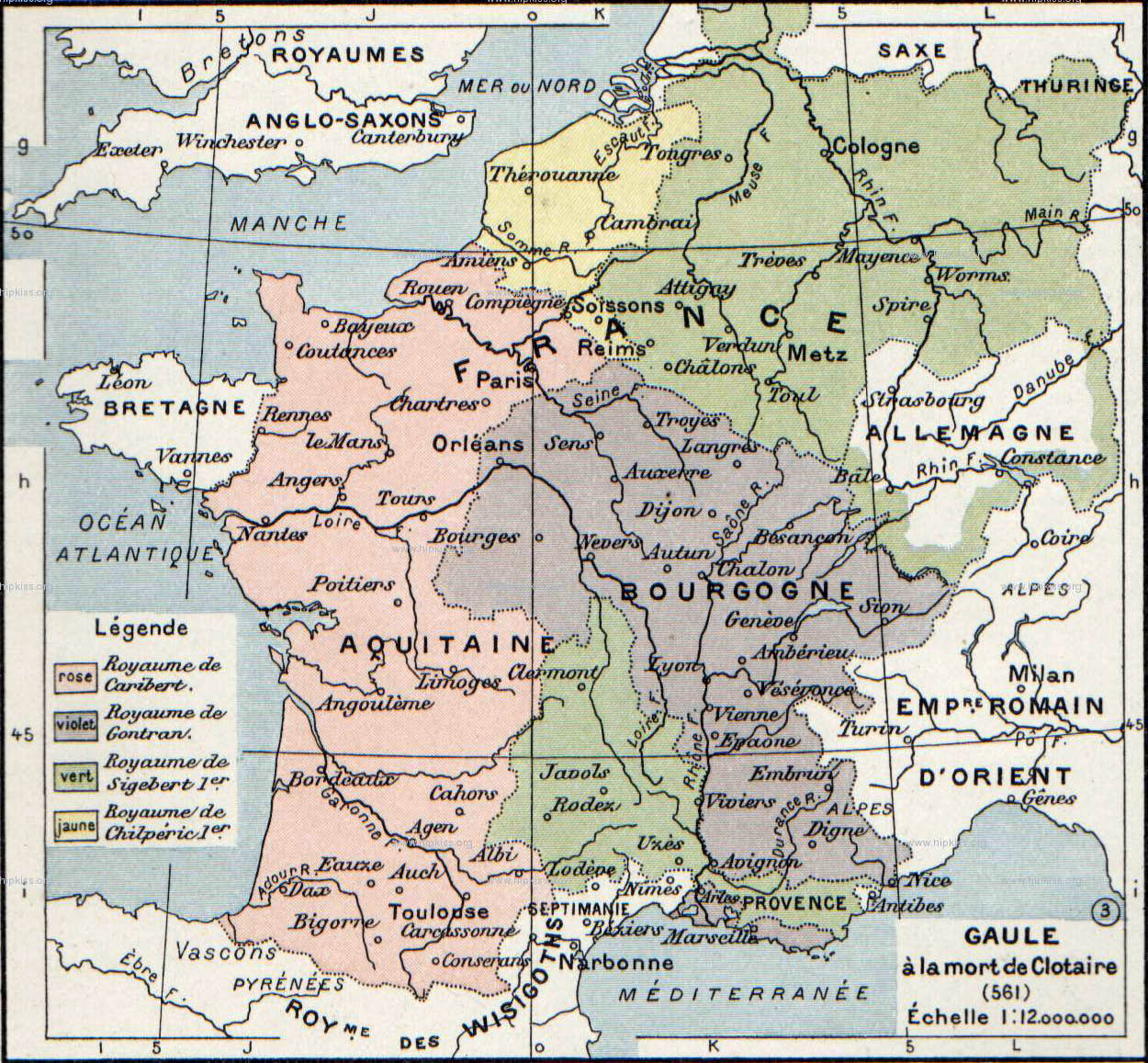
تقسيم الغال بعد وفاة كلوتير (561).

كان كلوتير هو المحرض الرئيسي على قتل أطفال أخيه كلودومير (Chlodomer) عام 524 وكانت مدن تور وبواتييه هي نصيبه من الغنائم. وقد شارك في مختلف الغزوات التي شُنت ضد البرغنديين وبعد تدمير هذه المملكة في 534، حصل على غرونوبل ودي وبعض المدن المجاورة.
وبعدما تنازل القوط الشرقيون عن بروفنسإلى الفرنجة، حصل على مدن أورانج، كاربينترا وجاب. في عام 531، تقدم بمسيرة عسكرية ضد الثورنغيين بصحبة ابن أخيه ثيوديبيرت الأول (Theudebert I) وفي عام 542، بصحبة أخيه شيلدبرت الأول (Childebert I) في مواجهة القوط الغربيين في إسبانيا. وإثر وفاة ابن أخيه الأكبر ثيوديبالد (Theodebald) عام 555، استولى كلوتير على أقاليمه بالكامل. وإثر وفاة شيلدبرت في 558، أصبح كلوتير الملك الأوحد للفرنجة.
وقد حكم أيضًا الجزء الأكبر من ألمانيا، وشن غزوات على ساكسونيا وفرض على الساكسونيين جزية سنوية في فترة من الوقت بلغت قيمتها 500 بقرة. وتعرضت فترة حكمه في أواخرها إلى الاضطرابات بسبب الانشقاقات الداخلية التي أثارها ابنه شارم (Chram) ضده في مناسبات عدة. وتبع كلوتير ابنه شارم في بريتاني حيث اتخذ هذا المتمرد ملجأً له، واحتجزه هو وزوجته وأطفالهما في كوخ ثم أشعل به النار. انتقل كلوتير بعدها إلى تور يتوسل طالبًا الغفران في مقبرة سانت مارتين (St Martin) بعدما غلبه الندم على ما فعل وسرعان ما وافته المنية بعدها بوقت قصير في القصر الملكي في كومبيين.

## الأسرة
تزوج كلوتير للمرة الأولى من جنتيوك (Guntheuc) وكانت أرملة أخيه كلودومير، في وقت يقرب من عام 524. ولم ينجبا أطفالاً. وكان زواجه الثاني، الذي تم تقريبًا عام 532، من راديجوند (Radegund) وهي ابنة بيرتاكار (Bertachar)، ملك تورينغن، الذي هُزم على يده هو وأخيه ثيوديريك (Theuderic). وقد أصبحت فيما بعد قديسة. ولم ينجبا أطفالاً أيضًا. كان زواجه الثالث والذي يعد الأكثر نجاحًا من إنجوند (Ingund)والتي أنجبت له خمسة أبناء وابنتين:
- جونثار (Gunthar)، المتوفى قبل أبيه
- شيلدريك (Childeric)، المتوفى قبل أبيه
- شاريبيرت (Charibert)، ملك باريس
- جونترام (Guntram)، ملك بورغندا
- سيجيبرت (Sigebert)، ملك أستراليا
- كلوسايند (Chlothsind)، تزوجت من ألبوين (Alboin)، ملك اللومبارديين

كان زواجه الثاني من أخت إنجوند، أريجوند (Aregund) والتي أنجب منها طفله، شيلبيريك (Chilperic)، ملك سواسون. وكانت شونزينا (Chunsina) (أو شونزين) هي آخر زوجاته والتي أنجبت له ابنًا واحدًا وهو شارم الذي صار عدوًا لأبيه فيما بعد ومات قبله. ومن المحتمل أن يكون كلوتير قد تزوج من والدرادا (Waldrada) ثم طلقها.

## كتابات أخرى
- Bachrach, Bernard S. (1972). Merovingian Military Organization, 481–751. Minneapolis: University of Minnesota Press, ISBN 0-8166-0621-8.
- باتريك جاي غيري (1988). Before France and Germany: The Creation and Transformation of the Merovingian World. Oxford: Oxford University Press, ISBN 0-19-504458-4.
- إدوارد جيمس (مؤرخ) (1991). The Franks. London: Blackwell, ISBN 0-631-14872-8.
- Oman, Charles (1908). The Dark Ages, 476–918. London: Rivingtons.
- Wallace-Hadrill, J. M. (1962). The Long-Haired Kings, and Other Studies in Frankish History. London: Methuen.
- Wood, Ian N. (1994). The Merovingian Kingdoms, 450–751. London: Longman, ISBN 0-582-21878-0.